# Plectrumelectrum
A Plectrumelectrum Prince harminchatodik stúdióalbuma, amelyet a 3rdeyegirl nevű háttérzenekarával készített. A lemezt 2014. szeptember 26-án adta ki az NPG Records és a Warner Bros. Records.
Prince ezzel egyidőben adta ki az Art Official Age albumát.

## Kereskedelmi teljesítménye
Az album nyolcadik helyen debütált a Billboard 200-on és 26 ezer példány kelt el belőle. A második héten visszaesett a 47. helyre és 7 ezret adtak el belőle.

## Számlista
Az összes dal szerzője Prince, kivéve a "Plectrumelectrum", amelyet Donna Grantis írt, hangszerelve Prince által. 
|     | Cím                                      | Hossz |
| --- | ---------------------------------------- | ----- |
| 1.  | Wow                                      | 4:28  |
| 2.  | Pretzelbodylogic                         | 3:26  |
| 3.  | Aintturninround                          | 3:02  |
| 4.  | Plectrumelectrum (instrumental)          | 4:51  |
| 5.  | Whitecaps                                | 3:43  |
| 6.  | Fixurlifeup                              | 3:12  |
| 7.  | Boytrouble (Lizzoval és Sophia Erisszel) | 3:53  |
| 8.  | Stopthistrain                            | 3:41  |
| 9.  | Anotherlove                              | 4:16  |
| 10. | Tictactoe                                | 3:38  |
| 11. | Marz                                     | 1:48  |
| 12. | Funknroll                                | 4:12  |

## Közreműködők
3rdeyegirl
- Hannah Welton – dobok, vokál
- Donna Grantis – gitár, vokál
- Ida Kristine Nielsen – basszusgitár, vokál

## Slágerlisták
| Slágerlista (2014)                   | Legmagasabb pozíció |
| ------------------------------------ | ------------------- |
| Ausztrál Albumok (ARIA)              | 33                  |
| Belga Albumok (Ultratop Flanders)    | 11                  |
| Belga Albumok (Ultratop Wallonia)    | 29                  |
| Dán Albumok (Hitlisten)              | 8                   |
| Holland Albumok (Album Top 100)      | 9                   |
| Francia Albumok (SNEP)               | 13                  |
| Magyar Albumok (MAHASZ)              | 6                   |
| Olasz Albumok (FIMI)                 | 21                  |
| Új-zélandi Albumok (RMNZ)            | 31                  |
| Norvég Albumok (VG-lista)            | 8                   |
| Skót Albumok (OCC)                   | 15                  |
| Svájci Albumok (Schweizer Hitparade) | 8                   |
| UK Albums (OCC)                      | 11                  |
| US Billboard 200                     | 8                   |
| US Top Rock Albums (Billboard)       | 1                   |